# Tausch (Soziologie)
In der Soziologie werden unterschiedliche Tauschkonzepte verwendet. In der einen oder anderen Form haben alle klassischen soziologischen Autoren das Thema Tausch berücksichtigt. Bekannte Soziologen im Bereich der Tauschtheorie waren Marcel Mauss, Franz Oppenheimer, Claude Lévi-Strauss, George C. Homans, Peter Blau, Peter Ekeh; in Deutschland wären Bálint Balla, Lars Clausen und Peter Kappelhoff zu nennen.
In einigen soziologischen Theorien wird der Begriff der Reziprozität (Soziologie) zur Behandlung gleichartiger Fragen verwandt.

## Allgemeines
Es gibt keine einheitliche Soziologie des Tausches (Austauschs), jedoch kann man drei theoretische Ausgangspunkte von Theorien unterscheiden.
Nimmt man als Beispiel den wechselseitigen Austausch des Ehegelöbnisses zwischen Braut und Bräutigam, so könnte man dies entweder (a) als einen bürgerlichen Vertrag zweier verschiedengeschlechtlicher Akteure zum wechselseitigen ausschließlichen Gebrauch ihrer Geschlechtsorgane, oder (b) als ein gegenseitig erteiltes Versprechen, kraft dessen die Menschheit fortbesteht, oder (c) als eine institutionelle und damit gattungsförderliche Pazifizierung einer gemeintierischen Triebkraft oder Willensform ansehen.
Kurz umrissen ersieht man hier die drei theoretischen Ansätze:

## Tauschkonzepte

### Tausch, von den Einzelnen her gesehen
Hier gehen soziologische Theoretiker – etwa Homans oder Blau – davon aus, dass immer Einzelne (Akteure) handeln, wenn getauscht wird (individualistische, paarige, antagonistische Sichtweise). Gleichgültig, was sie im Einzelfall austauschen, es sind soziologisch immer „soziale Sanktionen“. Als „positive“  Sanktionen gelten z. B. Glückwünsche oder Güter; als „negative“ z. B. Beleidigungen oder Drohungen. Oft werden in der Tauschtheorie nur positive oder ambivalente Sanktionen behandelt, jedoch umfassen allgemeinere Ansätze auch negative Sanktionen.
In dem Verteilungskonflikt stehen die Akteure einander mit gegensätzlichen Interessen gegenüber. Des einen Vorteil ist des anderen Nachteil: Ein jeder versucht, wenn es um positive Sanktionen geht, möglichst wenig aufzuwenden und vom Gegenspieler möglichst viel zu erlangen. In der Volkswirtschaftslehre wird diese Strategie, wobei es nur um positive Sanktionen (z. B. von Waren gegen Geld in Märkten) geht, das „Minimax-Prinzip“ genannt. Wenn man auch gegensätzliche Beziehungen und negative soziale Sanktionen (z. B. von Gewaltakten gegen Gewaltakte, etwa im Krieg) berücksichtigt, dann versucht der Tauschende hier seine Verluste zu minimieren und die des Gegenspielers zu maximieren.

#### Kritik
Kritisch wird inzwischen [2005] von Zafirovski darauf hingewiesen, dass diese auf Homans und Blau gestützte Exchange Theory zu einer Variante bzw. Mutation des behavioristischen Rational-Choice-Modells geworden sei, und dass die dabei erzielte methodologische Vereinfachung ihren Preis habe, da im Vergleich zu klassischen und anderen Ansätzen in der Soziologie außerökonomische Motivationen, Normen und Institutionen sowie deren Geschichte in der Regel vernachlässigt würden.

### Tausch, von den Kollektiven her gesehen
Hier wird – etwa von Durkheim oder Mauss – davon ausgegangen, dass sich im Tausch ganze Kollektive sozial verhalten (gemeinschaftliche, systembezogene, gruppenzentrierte Sichtweise). Gesteuert von der Rücksicht auf den Gruppenerhalt tauschen die Akteure (zumeist positive) Sanktionen miteinander aus. Beispiele sind der Frauentausch zwischen mehreren Clans mit allen gemeinsamen Exogamieregeln, das Kula, aber durchaus auch die Aktienbörse. Immer wirkt dabei das Kollektiv ein; wer die Tauschnormen nicht befolgt, kann in dessen Namen von ‚Allen‘ bestraft werden.
Die Akteure teilen ein gemeinsames, auf Vertrauen beruhendes Interesse am Wohlergehen des Kollektivs, was individuellen Eigennutz (und insoweit Antagonismus) nicht ausschließt. Jeder Tauschende schließt also mit sich selbst und mit seinem Tauschgegenüber immer einen Kompromiss zu Gunsten des Kollektivs, einmal als loyales Mitglied (z. B.) einer Gemeinschaft und einmal im Hinblick auf seinen eigenen Vorteil. Das Kollektiv ist ‚immer dabei‘, was sich in ‚allgemein‘ gültigen Ritualen (z. B. dem Handschlag) oder in Rechtsnormen (z. B. dem Handelsrecht) stabil ausdrückt. Auf Grund dieser Zwieschlächtigkeit allen Tauschverhaltens wird auch von einem amphibolischen Tausch gesprochen.

### Tausch, von der Gattung Mensch her gesehen
Hier beziehen Theoretiker – etwa Claessens oder Clausen – bei einigen Tauschformen ein, dass zusätzlich die (animalische) Natur des Menschen selbst mit hineinwirkt (biosoziologische, anthropologische, synagonistische Sichtweise).
Hier verhalten sich die Beteiligten eines Tausches so, dass das Überdauern der Gattung Mensch gegenüber der Natur und anderen Gattungen gefördert wird. Er ist also eine nicht nur soziologisch, sondern  auch anthropologisch zu untersuchende Institution. Hier geht es vor allem um die Fortpflanzung, Kinderpflege und Kampftüchtigkeit. Das geläufigste Beispiel dafür ist die Dyade zwischen Säugling und Dauerpflegeperson (meist, aber nicht notwendig der Mutter), bei der davon ausgegangen wird, dass beide beim Austausch – biologisch abgestützt – desto glücklicher sind, je besser es dem Anderen geht.

## Soziale Wahrnehmung des Tausches
Dass Tauschformen sozial anders wahrgenommen und kommuniziert werden, als eine soziologische (auch anthropologische) Analyse ergäbe, ist anzunehmen. Wie auch die Frage nach der Gerechtigkeit (auch Äquivalenz) eines Tausches, richtet dies sich nach herrschenden Werten, oder es wird bei Vertretern einander bekämpfender Werthaltungen unterschiedlich beurteilt.